# Logikanalysator

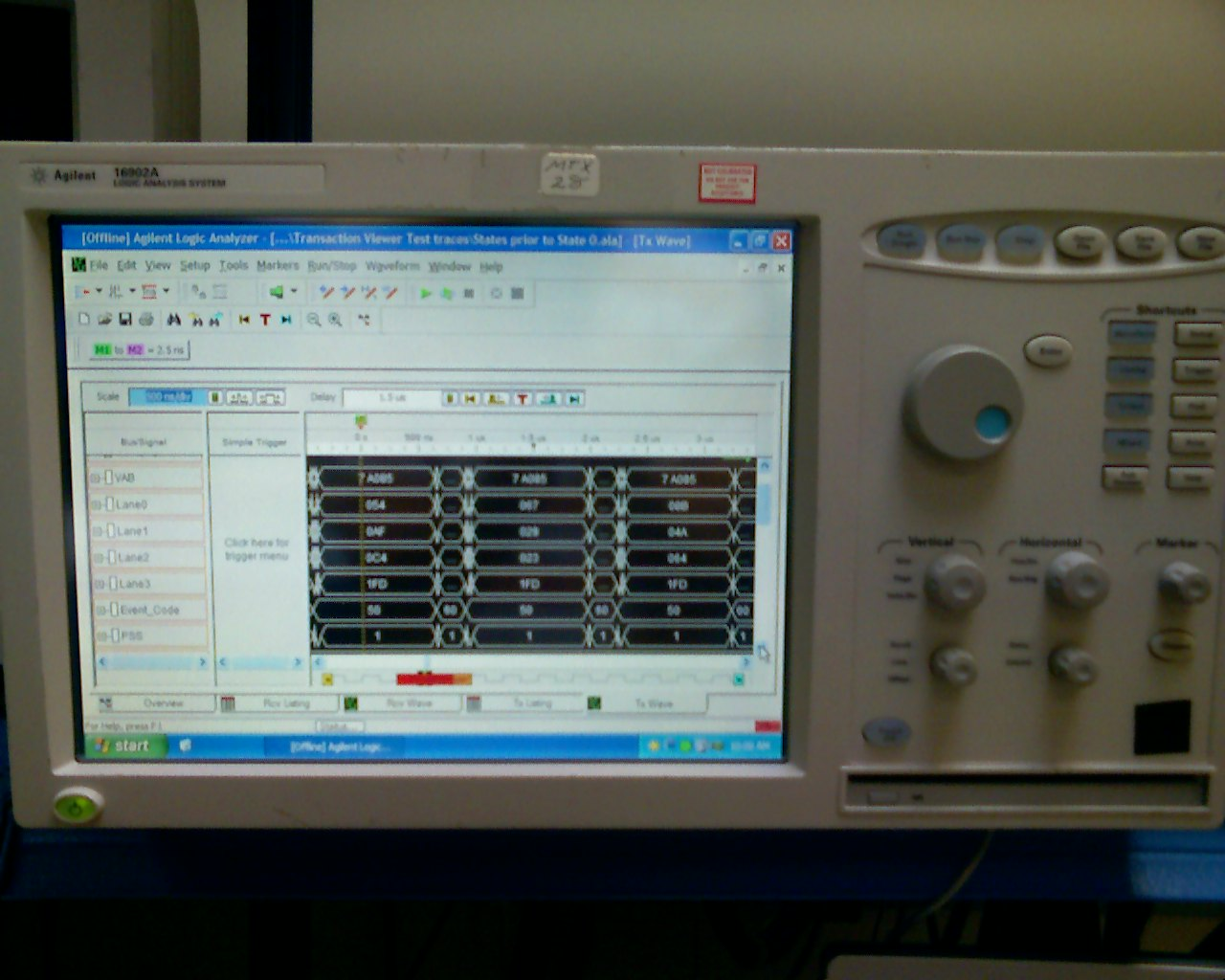
Logikanalysator (Agilent 16902A)

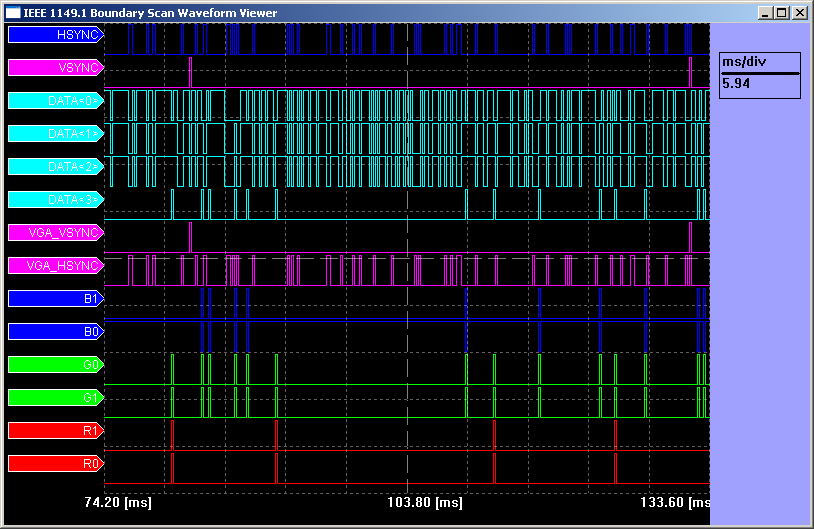
Analys av det seriella gränssnittet JTAG

En logikanalysator är ett elektroniskt mätinstrument som visar signaler från digitala kretsar. En logikanalysator konverterar uppmätta signaler till tidsdiagram, protokollavkodningar, tillståndsmaskin spår, assemblerspråk, eller korrellerar assemblerkod med källkod. Logikanalysatorer har avancerade triggningsmöjligheter och är användbara när en användare behöver se tidsförhållandena mellan många signaler i ett digitalt system.

## Översikt
För närvarande (2021) finns det tre olika kategorier av logikanalysatorer tillgängliga på marknaden:
- Modulära LA:er, som består av både ett chassi eller stordator och logikanalysmoduler.[2] Stordatorn/chassit innehåller displayen, kontrollerna, styrdatorn och flera kortplatser där den faktiska datafångstmaskinvaran är installerad. Modulerna har var och en ett specifikt antal kanaler, och flera moduler kan kombineras för att erhålla ett mycket högt kanalantal. Medan modulära logikanalysatorer vanligtvis är dyrare, motiverar möjligheten att kombinera flera moduler för att få ett högt kanalantal och den generellt högre prestandan hos modulära logikanalysatorer ofta priset. För de mycket avancerade modulära logikanalysatorerna måste användaren ofta tillhandahålla sin egen värddator eller köpa en inbyggd styrenhet som är kompatibel med systemet.[3]

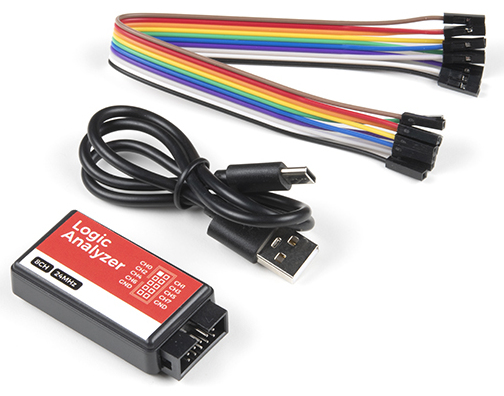
8-kanals USB logikanalysator

- Bärbara LA:er,[4] som ibland kallas fristående LA:er. Bärbara logikanalysatorer integrerar allt i ett enda paket, med tillval installerade på fabriken. Medan bärbara logikanalysatorer i allmänhet har lägre prestanda än sina modulära motsvarigheter, används de ofta för allmän felsökning av kostnadsmedvetna användare.

- PC-baserade LA. Hårdvaran ansluts till en dator via en USB- eller Ethernet-anslutning och vidarebefordrar de infångade signalerna till programvaran på datorn. Dessa enheter är vanligtvis mycket mindre och billigare eftersom de använder en dators befintliga tangentbord, skärm och CPU.

## Drift
En logikanalysator kan triggas på en komplicerad sekvens av digitala händelser och sedan fånga en stor mängd digital data från systemet som testas (SUT).
När logikanalysatorer först kom i bruk var det vanligt att fästa flera hundra "klipp" till ett digitalt system. Senare kom specialiserade kontakter i bruk. Utvecklingen av logikanalysprober har lett till ett gemensamt fotavtryck som flera leverantörer stödjer, vilket ger slutanvändarna extra frihet. Introducerad i april 2002, har kontaktlös teknologi (identifierad av flera leverantörsspecifika varumärken, som Compression Probing, Soft Touch, D-Max) blivit populär. Dessa sonder ger en hållbar, pålitlig mekanisk och elektrisk anslutning mellan sonden och kretskortet med mindre än 0,5 till 0,7 pF belastning per signal.
När sonderna är anslutna programmerar användaren analysatorn med namnen på varje signal och kan gruppera flera signaler för enklare manipulation. Därefter väljs ett fångstläge, antingen "timing"-läge, där ingångssignalerna samplas med regelbundna intervall baserat på en intern eller extern klockkälla, eller "tillståndsläge", där en eller flera av signalerna definieras som "klockor", och data tas på de stigande eller fallande flankerna av dessa klockor, eventuellt med andra signaler för att kvalificera dessa klockor.
Efter att läget har valts måste ett triggervillkor ställas in. Ett triggervillkor kan sträcka sig från enkelt (som triggning på en stigande eller fallande flank av en enstaka signal) till det mycket komplexa (som att konfigurera analysatorn för att avkoda de högre nivåerna av TCP/IP-stacken och triggning på ett visst HTTP-paket).
Vid denna tidpunkt ställer användaren in analysatorn till "kör"-läge, antingen triggning en gång eller upprepade gånger.
När data väl har fångats kan de visas på flera sätt, från det enkla (visar vågformer eller tillståndslistor) till det komplexa (visar avkodad Ethernet-protokolltrafik). Vissa analysatorer kan också arbeta i ett "jämför"-läge, där de jämför varje infångad datamängd med en tidigare inspelad datamängd, och stoppa infångningen eller visuellt meddela operatören när denna datamängd antingen matchas eller inte. Detta är användbart för långsiktiga empiriska tester. Nya analysatorer kan till och med ställas in för att e-posta en kopia av testdata till ingenjören vid en framgångsrik trigger. 
Det som är speciellt med logikanalysatorn är att signaler endast tillåts i två tillstånd ("0" eller "1") vilket innebär att eventuella analoga aspekter filtreras bort, eller kvantifieras om så önskas. Den andra egenskapen är att flera signaler nästan alltid behandlas  parallellt, vilket ger en helt annan översikt än vad oscilloskop, som oftast har få kanaler, kan åstadkomma. Förenklingen av signaler till två tillstånd gör också att man slipper omvandlingstiden från A/D-omvandlare och kan utföra många fler mätningar (samples) per sekund.

## Användning
Många digitala konstruktioner, som de för IC, simuleras för att upptäcka defekter innan enheten konstrueras. Simuleringen ger vanligtvis logikanalysdisplayer. Ofta verifieras komplex diskret logik genom att simulera ingångar och testa utgångar med hjälp av gränsavsökning. Logikanalysatorer kan upptäcka hårdvarufel som inte hittas i simulering. Dessa problem är vanligtvis för svåra att modellera i simulering, eller för tidskrävande att simulera och korsar ofta flera klockdomäner.
Fältprogrammerbara grindmatriser har blivit en vanlig mätpunkt för logiska analysatorer och används också för att felsöka logikkretsen.
Logikanalysatorer är också mycket användbara när det gäller att analysera seriella protokoll, som I2C, SPI eller UART, eftersom de tillåter att fånga långa logiska sekvenser som visar en eller flera kommunikationsramar. Vanligtvis kommer programvaran Logic Analyzer också att tolka protokollagret, vilket gör felsökning av fast programvara mindre tråkig.

## Historik
När digitala datorer och integrerade kretsar dök upp på 1960-talet, började nya och svåra problem uppstå, som oscilloskop hade problem med att hantera. För första gången i datorhistorien blev det viktigt att samtidigt se ett stort antal signaler. Tidiga lösningar försökte kombinera hårdvara från flera oscilloskop till ett paket, men skärmstök, avsaknad av bestämd datatolkning, såväl som undersökningsbegränsningar gjorde att denna lösning endast var marginellt användbar.
HP 5000A Logic Analyzer, som introducerades i oktobernumret 1973 av Hewlett-Packard Journal, var förmodligen det första kommersiellt tillgängliga instrumentet som kallades en "Logic Analyzer". HP 5000A var dock begränsad till två kanaler och presenterade information med hjälp av två rader med 32 lysdioder. Det första riktigt parallella instrumentet var tolvkanals HP 1601L, det var en plug-in för HP 180-seriens oscilloskopstordatorer och använde oscilloskopskärmen för att presentera 16 rader med 12 bitars ord som 1:or och 0:or. Det introducerades i januari 1974 Hewlett-Packard Journal.

## Blandsignaloscilloskop
Blandsignaloscilloskop kombinerar funktionaliteten hos ett digitalt lagringsoscilloskop med en logikanalysator. De många fördelarna med dessa är möjligheten att se analoga och digitala signaler tillsammans i tid och att trigga på antingen digitala eller analoga signaler och fånga på den andra. Några begränsningar för blandade signaloscilloskop är att de inte fångar tillståndsdata utan har ett begränsat kanalantal och inte ger det analytiska djupet och insikten hos en logikanalysator.